# 江波戸辰夫
江波戸 辰夫（えばと たつお、1928年（昭和3年）3月1日 - 2020年（令和2年）1月2日）は、日本の政治家。千葉県八日市場市長（2期）、匝瑳市長（1期）。

## 経歴
千葉県出身。千葉県立旭農学校（現・千葉県立旭農業高等学校）卒。八日市場市会議員、同議長を経て、1991年、千葉県議会議員に当選、2期務める。1998年、八日市場市長に当選、2006年に合併するまで2期務めた。2006年に八日市場市は野栄町と合併し、匝瑳市が発足。合併後の市長選挙に無投票で当選した。匝瑳市長を1期務めた。2011年、 旭日中綬章受章。2020年1月2日、肺炎のため死去。叙従四位。